# SAKURA〜事件を聞く女〜
『SAKURA〜事件を聞く女〜』（さくら じけんをきくおんな）は、2014年10月20日から12月22日まで毎週月曜日20:00 - 20:54に、TBS系列の「月曜ミステリーシアター」枠で放送された日本のテレビドラマ。主演は仲間由紀恵。仲間が演じる水沢桜は駒込中央署・生活安全課の相談窓口に勤務し、朝は地元FM局のパーソナリティ、昼は刑事として潜入捜査によって事件を解決する。
初回は19:00 - 20:49の2時間スペシャル。
最終回はTBSに限り、19:55 - 20:00に『もうすぐSAKURA〜事件を聞く女〜』 も別途放送。

## あらすじ
防犯係苦情処理担当の窓際警察官水沢桜の正体は、駒込のミニFM局で朝のパーソナリティを務める謎のDJココロであり、警視庁駒込中央署長五十嵐恭子直属の潜入捜査官。アメリカで警察官として修行し、人々の「誠言葉」(まことことば)と「偽言葉」（いつわりことば）を聞き分け、抜群の記憶力で事件を解決に導く。
妹の楓も五十嵐直属の部下で、暴力事がからっきしダメな姉にかわって悪漢を成敗する武道の達人。二人の祖母・ウメは、今は板前の三郎と梅駒亭という料理屋を営むが、かつては警視庁にその人ありと言われ、警視総監さえも動かすスーパー老女。三人はそれぞれ街の平和のために、日夜活動を繰り広げていた。
そんなある日、刑事課強行班係に、竹内正人という全国警察柔道大会5連覇の熱血警察官がやって来る。腕っ節が弱い癖に悪ガキたちに乱暴されそうなホームレスを助けようとした桜は、正人に助けられる。正人は偶然にも潜入中の桜と遭遇し、その正体を知ってしまうが、五十嵐から堅く口止めされる。事ある毎に対立する桜と正人だが、「正義のため」協力して事件を解決する。
一方、正人はその正体が桜だとは知らずにココロに魅せられ、すっかりその虜となってしまう。また、正人を慕う後輩の遠藤 圭太は、暴漢たちを華麗になぎ倒す楓に一目惚れしてしまう。
本作品は、弱い人々の声に耳を傾け、悪人たちの嘘を暴いて事件を解決する桜と正人の活躍を描いた、痛快刑事ドラマである。

## キャスト

### 主要人物
水沢 桜（みずさわ さくら） / DJこころ
演 - 仲間由紀恵
本作の主人公。階級は巡査。防犯係苦情処理担当。駒込ミニFM「駒込モーニングカフェ」パーソナリティ。元心理カウンセラー。父の仕事の都合でさまざまな国を渡り歩き、文化や国籍の違う多くの人々の声を聴いてきたことから「聴く力」と卓越した記憶力を身に着ける。「聴く力」を五十嵐に高く評価され、警察官として採用される。警察官の職務の一方でDJココロの名でラジオのパーソナリティを務めている。その事実を知っているのは、楓を除く警察関係者では五十嵐のみである。署内では素性を隠すため、おかっぱ頭のかつらを被り、黒縁メガネをかけており、「女を捨てている」と揶揄されている。なお、店の常連客は桜の職業は「しがない事務員」だと聞かされている。最終回で五十嵐からニューヨーク市警への異動を命じられ、自らの修行不足を痛感し、皆に見送られて駒込を去る。
竹内 正人（たけうち まさと）
演 - 佐藤隆太（11歳：山田日向）
階級は巡査部長。桜の協力者。正義感に溢れる熱血警察官だが、人の話を聞かずに思い込みで突っ走るのが悪い癖。西東京署から駒込中央署に転属。柔道の達人で、全国警察柔道大会において5連覇中。22年前に刑事だった父親がかつて逮捕した少年に殺害され、母親も巻き添えで亡くしている。父親を殺した少年は事件後に自殺し、正人は天涯孤独となってしまうが父の跡を継いで刑事になった。やがてこの事件の真相は桜によって解決され、真犯人を正人自身が逮捕することになった。駒込の人々に愛されるDJココロの正体が桜であるとは知らずに恋に落ち、毎日ハガキを送っている。
五十嵐 恭子（いがらし きょうこ）
演 - 高島礼子
警視庁駒込署長。趣味は早朝ランニングで出勤前に「駒込モーニングカフェ」を視聴している。桜の持つ全ての貌を知る一人。アメリカでの研修中に桜の能力を見出し、警察官としてスカウトする。桜の「聴く力」を評価する最大の理解者で必要に応じて潜入捜査を命じ、楓には桜のサポートを任せている。
元々は将来を嘱望された所謂キャリアだった。だが、トレンドミート社が絡んだ過去の放火殺人事件で真相を突き止めた部下でフィアンセの宇野が警察の隠蔽工作で切り捨てられ、自殺に追い込まれている。事件の真相を追及しようという桜と正人を巻き込むまいとして止めるが、自身も窮地に陥り、桜、正人、楓の活躍で無事に解決に導いている。
水沢 ウメ（みずさわ ウメ）
演 - 草笛光子
「梅駒亭」の店主。桜の祖母で、元警察官。坂本警視総監とは旧知の仲。桜の良き相談役であり、桜を巡る三角関係を陰ながら見守っている。また、五十嵐に慕われており、警察上層部の意向を曲げる力を持つスーパー老女。

### 警視庁駒込中央警察署

#### 署長付き別班
遠藤 圭太（えんどう けいた）
演 - 大野拓朗
階級は巡査長。正人とコンビを組む若手刑事。柔道の猛者である正人を尊敬しており、朝稽古に付き合っている。桜が潜入捜査官だとは知らされておらず、脳天気な彼の一言で正体がバレそうになり、正人に止められるというのはお約束。楓の勇姿を見て一目惚れし、積極的にアプローチをかけるが相手にされず、自身を鍛えることに余念が無い。
水沢 楓（みずさわ かえで）
演 - 文音
階級は巡査。桜の妹。海外生活が長かったため、普段の会話でもつい英語が出てしまう。対人格闘術に秀でており、桜と共に五十嵐にスカウトされ 特命刑事として採用される。武道の達人で初恋の人はブルース・リー。圭太からは言い寄られているがつれない態度をとる。

#### 刑事課強行犯係
桐谷 祐（きりしま ゆう）
演 - 相島一之
係長。竹内の直属の上司。男尊女卑志向が強く、警察官に女性は必要ないと思っている。紋切り型の堅物で事件を表面からしか捉えない。だが、その実、五十嵐の過去を知って陰ながら見守っており、過去に逮捕した犯人や殉職した仲間を思う人情派。実はDJココロの隠れファンでもある。
本島 利行（ほんじま としゆき）
演 - 森岡豊
桐谷の部下。出世志向が高く、手柄を上げて本庁捜査一課への転属を目指している。矢吹は自身が新人の頃の教育係であり、彼女には頭が上がらない。駒込一のマッチョマンであり、正人を軽くいなすほど実力のほどは強い。

#### 生活安全課防犯係・警務課
矢吹 薫（やぶき かおる）
演 - 木野花
階級は巡査長。桜の直属の上司。本島の新人時代の教育係。毎回遅刻してくる桜に注意するも、五十嵐と同様に彼女の理解者でもある。潜入捜査にあたってトンデモない理由（例．「寝ている間にコブラ返り（「こむら返り」だろとツッコんだ）を起こした」など）で休暇届を出す桜の届けを受理する。妙齢だが再婚を諦めておらず、合コンや見合いパーティというと目の色が変わる。
中西 彩乃（なかにし あやの）
演 - 上間美緒
警務課所属の女性警察官。今時のギャルでちゃっかり者。矢吹とは毎回コントのようなやりとりを繰り広げる。

### 梅駒亭
梶原 三郎（かじわら さぶろう）
演 - 駿河太郎
梅駒亭の板前。密かに桜に好意を抱いており、毎回のように疲れて帰宅する桜の身を案じて特製の手料理を振る舞う。場の空気を読まない正人のせいで桜に秘めた想いを伝えられないという報われない男。終盤のトレンドミート社事件では彼の意外な知識が事件を解決に導いた。
金子 しず江（かねこ しずえ）
演 - 茅島成美
常連客でウメの親友。ウメになにかと相談を持ちかける。
細野 俊彦（ほその としひこ）
演 - 不破万作
常連客。八百屋店主。DJココロの熱烈なファンの一人で、彼女が適当に選んだラッキーカラーに合わせ、鉢巻きタオルを変えたり、色にちなんだ野菜を特売する。
松田 隆治（まつだ りゅうじ）
演 - 山野史人
常連客。

### その他
瀬戸 有里（せと ゆうり）
演 - 飯沼千恵子
駒込ミニFM「駒込モーニングカフェ」ディレクター。桜の理解者の一人で警察署に出勤する桜を送り出す。

### ゲスト
★印は刑事事件被疑者・☆印は刑事事件被害者。
第1話
- 染谷 詩織（杉崎哲司の交際者） - 賀来千香子
- 和久井 蓮（和久井総合病院院長）★ - 升毅
- 藤本 佳奈（元看護実習生） - 三倉茉奈
- 富田 憲吉（入院患者） - 渡辺哲
- 奥村 朋子（看護師長） - 円城寺あや
- 長谷川 満（杉崎哲司の執刀医）☆ - 春田純一
- 徳山 周平（杉崎哲司の第一助手）☆ - 桜井聖
- 木下 真琴（婚活パーティースタッフ） - 栃原梨乃
- 川部 江里子（看護師） - 藤原希

第2話
- 時田 祥子（良平の母） - 田中美里
- 木原 雄一郎（都議会議員）★ - 羽場裕一
- 木原 光輝（木原の息子）★ - 若葉竜也
- 宮原 恵美（キャバクラ嬢）☆ - 川村ゆきえ
- 三嶋 一宏（フリージャーナリスト）☆ - 笠原秀幸
- 間山 雅美（良平の祖母） - 増子倭文江
- 今井 聡（木原の秘書） - 今井朋彦
- 藤間 利香子（時田の近隣住民） - 東條織江
- 間山 良平（祥子の息子）☆ - 須田瑛斗

第3話
- 松永 文代（松永の妻） - かとうかず子
- 吉岡 周作（キッチンスーノマネージャー）☆ - 大谷亮介
- 柏田 真希（キッチンスーノ社長）★ - 安藤玉恵
- 松永 哲雄（キッチンスーノ店員）☆ - 水森コウ太
- 風間 孝次（経営コンサルタント）★ - 平沼紀久
- 高城 満夫（松永の同僚店員） - 掛田誠
- 白石 信子（松永の同僚店員） - 大草理乙子

第4話
- 祖父江 駿（祖父江金属工業社長）★ - 大和田獏
- 大木 芳江（尚哉の母） - 左時枝
- 金森 幸生（元警視庁品川北警察署捜査官・秀人の元部下）☆ - 大河内浩
- 皆川 由香里（久瑠沢温泉旅館仲居・駒込出身） - 菜葉菜
- 竹内 秀人（正人の父・元警察生活安全部少年課警部補）☆ - 舘昌美
- 竹内 真弓（正人の母）☆ - 榎本由希
- 橋口 康一（元コンビニ強盗犯） - 青柳尊哉
- 相沢 陸斗（祖父江金属工業従業員・橋口の後輩） - 西原信裕
- 大木 尚哉（芳江の息子）☆ - 宮里駿
- 小池 聡（犯罪者更生支援NPO代表） - 坂本直季

第5話
- 市丸 トミ（和菓子屋女将） - 松原智恵子
- 市丸 光代（誠司の妻）★ - 映美くらら
- 城戸 眞一（駒込信用金庫職員・和菓子屋の融資担当者）★ - ミスターちん
- 市丸 誠司（和菓子屋店主・トミの息子） - 斉藤陽一郎
- 鳴海 亮輔（製菓会社社長）☆ - 浜田学
- 市丸 浩二郎（和菓子屋番頭・トミの義弟）☆ - 三田村賢二

第6話
- 鍋島 久美子（泰明の妻）☆ - 多岐川裕美
- 相良 周二（闇金融業者経営者）★ - 小沢和義
- 岩淵 克己（囲碁クラブ常連客・弁護士）★ - 田中隆三
- 鍋島 泰明（不動産詐欺被害者）☆ - 河原崎建三
- 高松（囲碁クラブ常連客） - 田口主将
- 津山 晋一（不動産詐欺加害者）☆★ - 日向丈

第7話
- 宮下 茜（咲花cafeオーナー） - 三浦理恵子
- 宇佐美 景子（NPO法人ストーカー被害救済ネットワーク代表）☆ - 中島ひろ子
- 矢島 智宏（寺本の元彼氏・寺本のストーカー）★ - 窪塚俊介
- 栗山 徹也（菅リサーチ社長）★ - 乃木涼介
- 寺本 真由（ストーカー被害者・咲花cafe店員）☆ - 中村映里子
- 北井 幸樹（栗山の秘書）★ - 伊達直斗
- 宮下 友紀（ストーカー殺人事件被害者・茜の妹）☆ - 長島みなみ
- 角田 剛（ストーカー殺人事件加害者）★ - 小多田直樹

第8話
- 真鍋 正隆（警視庁刑事部部長）★ - 近藤芳正
- 大山 達夫（トレンドミート専務・元農林水産大臣）★ - 中丸新将
- 久米 和彦（トレンドミート社長）★ - 螢雪次朗
- 入江 泰史（トレンドミート総務課課長・早紀の上司） - 住田隆
- 鹿島 陽子（トレンドミート総務課社員・早紀の同僚） - 小出真保
- 成宮 良明（早紀の養父） - 佐藤旭
- 成宮 充子（早紀の養母） - 水木薫
- 宇野 俊介（警視庁刑事部警部補・五十嵐の婚約者）☆ - 尾関伸嗣
- 木川 雅文（ダイハル放火殺人事件被疑者・早紀の実父）☆ - 榎亮太朗
- 鈴原 美和子（ダイハル放火殺人事件被害者・トレンドミート社員）☆ - 佐藤乃莉
- リヤン（食肉バイヤー）★ - Don Johnson
- 成宮（木川） 早紀（トレンドミート社員）☆ - 阿井莉沙
- 井伏 光司（ダイハル放火殺人事件重要参考人・トレンドミート社員）★☆ - 永井剛成
- 坂本（警視総監） - 吉幾三（友情出演）

第9話 - 第10話
- 工藤 寛之（元駒込建設工業社員）☆ - 高岡奏輔
- 南里 祐介（IT企業社長・細野の取引相手）★ - 佐藤二朗
- 高瀬 久美子（高瀬ディベロップ社長・アンシャスオーナーママ）★☆ - 筒井真理子
- 足立 和利（駒込建設工業専務）★ - 遠山俊也
- 工藤 小百合（工藤の妻） - 西山繭子
- 井岡 敏生（小百合の父・井岡工務店社長） - 石井愃一
- 魚住 崇（駒込建設工業社長）☆ - 俵木藤汰
- 佐山 州平（暴力団構成員） - 渋谷謙人（第9話）
- 工藤 ほのか（工藤の娘） - 井上琳水（第9話）
- 恵梨香（アンシャスホステス） - 丸高愛実（第10話）

## スタッフ
- 脚本 - 松本美弥子、山岡潤平、猪原健太、来島麦、児玉頼子
- 音楽 - 末廣健一郎
- 監督 - 鈴木浩介、水村秀雄、加藤新
- 主題歌 - Aqua Timez「生きて」（エピックレコードジャパン）[9]
- ナレーション - 窪田等
- 助監督 - 安食大輔
- サウンドデザイン - 石井和之
- タイトルバック - 小嶋一徹
- 警察監修 - 倉科孝靖
- 法律監修 - 山脇康嗣
- 英語監修 - 亜耶バネッサ
- 医療監修 - 堀エリカ、内ヶ崎西作
- 救急指導 - 小林コウジ
- アクションコーディネート - 森崎えいじ
- カースタントコーディネート - 野呂真治
- ガンエフェクト - BIG SHOT
- 編成 - 橋本孝、永山由紀子
- プロデューサー - 志村彰、関川友理（The icon）
- プロデューサー補 - 松本明子、伊藤茜
- 製作 - The icon、TBS

## 放送日程
| 各話                                                       | 放送日   | サブタイトル                                          | ラテ欄 | 脚本       | 監督     | 視聴率 |
| ---------------------------------------------------------- | -------- | ----------------------------------------------------- | --- | ---------- | -------- | ------ |
| 第1話                                                      | 10月20日 | -                                                     | 特命潜入! 婚活パーティーで殺人事件発生 医師連続不審死の裏に怪しい美女… 桜が聞く悲しみの声…難事件に最強コンビが挑む!! | 松本美弥子 | 鈴木浩介 | 9.9%   |
| 第2話                                                      | 10月27日 | ゴミ女の復讐! 謎の連続殺人                            | 特命潜入! ゴミ女の復讐! 謎の連続殺人!!                                                                               | 山岡潤平   | 水村秀雄 | 10.0%  |
| 第3話                                                      | 11月3日  | 再就職でパワハラ殺人? 熟年夫婦に迫る罠                | 再就職でパワハラ殺人? 熟年夫婦に迫る罠                                                                               | 猪原健太   | 水村秀雄 | 8.5%   |
| 第4話                                                      | 11月10日 | 正人の両親殺人事件の謎? 温泉旅館に潜入!               | 温泉旅館に潜入! 22年前の非情な夫婦殺人                                                                               | 松本美弥子 | 鈴木浩介 | 8.4%   |
| 第5話                                                      | 11月17日 | 老舗和菓子屋で起きた連続殺人! 謎の言葉に隠された真実! | 骨肉の争いが招いた殺人連鎖! 謎の言葉?                                                                                | 来島麦     | 加藤新   | 8.1%   |
| 第6話                                                      | 11月24日 | 住み替え詐欺?! おしどり夫婦を襲った巧妙な罠!          | 住み替え詐欺 おしどり夫婦を襲う闇を暴け                                                                              | 児玉頼子   | 鈴木浩介 | 7.6%   |
| 第7話                                                      | 12月1日  | なぜストーカーは彼女の居場所が 分かったのか?!         | ストーカーはなぜ居場所が分かるのか?!                                                                                 | 松本美弥子 | 水村秀雄 | 7.7%   |
| 第8話                                                      | 12月8日  | 10年前の放火殺人の謎! 署長、執念の捜査!               | 警察の闇を暴け! 10年前の放火殺人の真実                                                                               | 山岡潤平   | 鈴木浩介 | 6.2%   |
| 第9話                                                      | 12月15日 | 家族を守りたい! 黙秘の裏にある闇!                     | 愛する妻子を守れ! 命を懸けた夫の贖罪…                                                                                | 山岡潤平   | 水村秀雄 | 8.0%   |
| 最終話                                                     | 12月22日 | 最後の事件! 最強の敵に正人撃たれる!!                  | 特命潜入最後にして最強の敵! 殺人事件に隠された闇を暴け!                                                              | 松本美弥子 | 鈴木浩介 | 5.8%   |
| 平均視聴率 8.0% （視聴率は関東地区・ビデオリサーチ社調べ） |          |                                                       | |            |          |        |